# Phyllophaga cayennensis
Phyllophaga cayennensis är en skalbaggsart som beskrevs av Moser 1918. Phyllophaga cayennensis ingår i släktet Phyllophaga och familjen Melolonthidae. Inga underarter finns listade i Catalogue of Life.